# Stora Grästjärnet
Stora Grästjärnet är en sjö i Bengtsfors kommun i Dalsland och ingår i Göta älvs huvudavrinningsområde. Sjön har en area på 0,152 kvadratkilometer och ligger 211,2 meter över havet.

## Delavrinningsområde
Stora Grästjärnet ingår i det delavrinningsområde (656126-130517) som SMHI kallar för Utloppet av Limmen. Medelhöjden är 169 meter över havet och ytan är 24,5 kvadratkilometer. Det finns inga avrinningsområden uppströms utan avrinningsområdet är högsta punkten. Suledsälven som avvattnar avrinningsområdet har biflödesordning 4, vilket innebär att vattnet flödar genom totalt 4 vattendrag innan det når havet efter 251 kilometer. Avrinningsområdet består mestadels av skog (83 procent). Avrinningsområdet har 2,89 kvadratkilometer vattenytor vilket ger det en sjöprocent på 11,8 procent.